# Nyquil
Nyquil är en produktserie av läkemedel från företaget Vicks, som används för att underlätta förkylningssymtom. Eftersom alla mediciner i produktserien innehåller lugnande antihistaminer och/eller hypnotika samt alkohol, tas de normalt före sänggående. För dagtidsbruk finns istället produktserien Dayquil, som saknar lugnande antihistaminer och som inte syftar till att ge en avslappnande effekt.
Produkterna säljs ej i Sverige.